# Mariángel Villasmil
Mariángel Villasmil Arteaga (Ciudad Ojeda, 22 de abril de 1996) es una modelo y reina de belleza venezolana ganadora del Miss Venezuela 2020.

## Vida y trayectoria

### Primeros años
Villasmil nació en Ciudad Ojeda, Zulia en el seno de una familia marabina, sus estudios de bachillerato fueron en la Unidad Educativa Privada Juan Bosco,católica de clase media. Es también escritora y una repostera profesional, propietaria de su propia pastelería (ubicada en su hogar en maracaibo) Sláinte Cakes. Antes de ganar el Miss Venezuela, Villasmil estaba en su cuarto semestre estudiando la carrera de psicología en la Universidad Arturo Michelena en Valencia, Carabobo. Además, Estudió inglés en el Centro Venezolano Americano del Zulia (CEVAZ), y en un programa completo de Inglés en EF International Languages de Nueva York (Estados Unidos). Es modelo y escritora.

### Concursos de belleza

#### Miss Venezuela 2020
Villasmil comenzó su carrera en el mundo de la belleza en concursos regionales compitiendo por el Estado Zulia y como modelo en pequeñas agencias de Ciudad Ojeda. Además participó en el reality show venezolano El concurso By Osmel Sousa en 2018 donde no avanzó a las semifinalistas de la región occidental o región zuliana. Después de ser seleccionada para representar a su estado natal Zulia en el Miss Venezuela 2020 compitió junto a 21 candidatas por la disputada corona y resultó electa la noche del 24 de septiembre de 2020.
Después de su victoria, se convirtió en la tercera mujer que representaba al Zulia en ganar el título, después de Neyla Moronta Miss Venezuela 1974 y Carmen María Montiel coronada Miss Venezuela 1984. En general Villasmil sería la sexta zuliana en representar a Venezuela en el Miss Universo, contando los triunfos de Denyse Floreano (también oriunda de Ciudad Ojeda) Miss Venezuela 1994 y Migbelis Castellanos Miss Venezuela 2013, quienes habrían ganado la corona como Miss Costa Oriental y Mónica Spear también zuliana quién habría ganado la corona en el año 2004 con la banda de Miss Guárico por decreto de la organización.

#### Miss Universo 2020
Como Miss Venezuela, Villasmil representó a Venezuela en Miss Universo 2020. Contienda que se llevó a cabo el 16 de mayo de 2021 en la localidad de Hollywood Florida, donde no logró clasificar en el top de semifinalistas, rompiendo una racha de clasificaciones consecutivas desde 2017 en dicho concurso por parte del país caribeño, asimismo se convierte en la séptima Miss Venezuela en no clasificar en el Miss Universo en los últimos 40 años de este certamen.

## Cronología
| Predecesor: Thalia Olvino   | Miss Venezuela Universo 2020 | Sucesor: Luiseth Materán  |
| Predecesor: Thalia Olvino   | Miss Venezuela 2020          | Sucesor: Amanda Dudamel   |
| Predecesor: Melissa Jiménez | Miss Zulia 2020              | Sucesor: Daniela Albarrán |

- Datos: Q99600192